# Magyar irodalmi lexikon (1926)
A Ványi Ferenc-féle Magyar irodalmi lexikon egy, a két világháború között megjelent egykötetes lexikon volt.

## Jellemzői
A budapesti Studium kiadó által 1926-ban megjelentetett egykötetes, 880 oldalas, fekete-fehér képekkel és ábrákkal illusztrált magyar nyelvű irodalmi lexikon, melyet Fóris Miklós középiskolai tanár és Dr. Tóth András egyetemi előadó közreműködésével szerkesztett Ványi Ferenc. A művet a korszak két neves irodalomtörténésze, Dézsi Lajos nyugalmazott egyetemi tanár és Pintér Jenő, a Budapesti Tankerület Főigazgatója lektorálta.
A lexikon nagyszámú magyar író és költő életrajzát tartalmazza. Érdekessége, hogy a szépírók mellett több – elsősorban a szépirodalommal kapcsolatba kerülő vagy szépirodalmi stílusú – újságíró, szerkesztő, irodalomtörténész, nyelvész és történettudós, ritkán természettudós életrajza is megtalálható a kötetben. A szerkesztők több életrajzhoz bibliográfiát és álnévazonosítót is csatoltak. Több szócikk tartalmaz ismert szállóigéket magyar íróktól, mutat be részletesen nevezetes irodalmi alkotásokat, irodalomtörténeti fogalmakat, stílusirányzatokat, folyóiratok és irodalomtudományi társaságok működését. A kötet több portréfotóval, aláírás- és kézirat hasonmással illusztrálva jelent meg.

## Korabeli kritikák
A lexikon megjelenését követően súlyos (talán túlzó) kritikákat kapott nyelvezete, tartalmi hibái és egyenetlenségei miatt. Schöpflin Aladár a Nyugat folyóiratban többek közt a következő észrevételeket tette:
- a „tartalmi kivonatok nem valók semmiféle lexikonba, nincs semmi jogosultságuk, senki nem veheti hasznukat és ha van valami hatásuk, ez csak káros lehet. Minden tartalmi kivonat, ha még oly kitünően van is megcsinálva, csak ártalmára lehet az illető irodalmi műnek, mert éppen azt sikkasztja el, ami benne szép és érdekes és csak azt tartja meg, ami a külsőségekre tartozik. Senkinek sem jut eszébe egy ember arcképe helyett a csontvázát fölmutatni. Ami pedig a tanuló ifjúságot illeti, ezt egyenesen el kellene tiltani az ilyen tartalmi kivonatok olvasásától és felhasználásától, mert ezek könnyen azt a hitet kelthetik benne, hogy most már fölösleges a szóbanforgó műveket elolvasni.”;
- a tartalmazott szállóigék jelentős része nem közismert, nem szállóige;
- a lexikon stílusa lexikon stílus-szerűtlen: „Van egy külön lexikon-stílus. Főtulajdonságai: tömörség, világosság, szabatosság. Nincs ennek a lexikonnak olyan hasábja, amelyen ez ellen ne vétenének. Általánosságban azt lehet mondani, hogy ott, ahol a teljesen közömbös regisztrálás határain túllép, ez a lexikon velőtrázó stílusban van megírva.”;
- méltatások hiánya elsősorban a nem akadémikus irodalmi irányzatokhoz köthető szerzők esetén;
- hiányzó fogalmak (pl. világirodalom, sajtó);
- több jelentős szerkesztő hiányzik a kötetből, mert könyvalakban nem jelent meg írása.

Schöpflin szerint végeredményben „természetesen mind ezek a hibák és hiányok csak egy töredéket jelentenek a helyes adatok óriási tömegével szemben, de lexikonszerkesztőnek tudni kell, hogy ha egészséges az egész test, csak egy kis tyúkszeme fáj, akkor az ember csak ezt a tyúkszemet érzi. Nem akarom ezekkel agyoncsapni ezt a lexikont, amely igen nagy és szorgalmas munka eredménye, – igazán kár, hogy ilyen rossz magyarsággal és mondatfűzéssel van megírva és nem tudott elkerülni egy sereg felületességet.”

## Jelenlegi elérhetőség
A rendszerváltás után a Kassák Kiadó úgy ítélte meg, hogy adatgazdagsága miatt érdemes ismét a lexikont a nagyközönség számára közrebocsátani. Mint a könyvismertetésben olvasható: a „Magyar Irodalmi Lexikon reprint kiadása értékes és hiánypótló mű, a magyar klasszikus irodalom és kultúra kincsestára, beleértve a társadalom- és természettudományokat is.” Így 1993-ban meg is jelenhetett fakszimile kiadásban a mű ISBN 9637765395 számmal ellátva. Az eredeti kiadás kötetei napjainkban az antikváriusi kínálatban ritkák, míg a reprintek nagyrészt beszerezhetők.
A mű elektronikus formában jelenleg nem elérhető.

## Hasonló lexikonok
- Magyar irodalmi lexikon (1963–1965)
- Új magyar irodalmi lexikon (2000)